# هذا حنا (مسلسل)
هذا حنا هو مسلسل سعودي من تأليف عنبر الدوسري ومن بطولة الفنان عبد الله السدحان ومن إخراج فهد الحمود ويعرض على التلفزيون السعودي والعرض الأول (1 رمضان 1434 هـ - 10 يوليو 2013).

## قصة المسلسل
عمل اجتماعي مكون من ثلاثين حلقة تناقش قضايا المجتمع في قالب كوميدي يقترب من قالب المسلسل الشهير “طاش ما طاش” ومن حلقاته: “شغالة بالتقسيط”، و”مزنة وجولييت”، و”المنحوس”، و”يا فرحة ما تمت”، و”الوحم”، و أبو شنب”، و”لوحة قديمة”، و”اللزاق” و”الدوامة”وأكد السدحان أن العمل يسير حتى الآن وفق الخطة المقررة “وبإذن الله سيظهر المسلسل بالشكل الذي يليق بالجمهور وبالقناة السعودية الأولى”، مشيراً إلى أن الشخصيات التي كان يقدمها في “طاش” ستستمر معه في “هذا حنا” من بينها شخصية “أبو مساعد”، و”أبو حسين”، وكذلك شخصيتا “أبو زنيفر وهدبدب

## فريق الممثلين
1. عبد الله السدحان
2. سعد الفرج
3. محمد العيسى
4. صلاح الملا
5. فاطمة الحوسني
6. مروة محمد
7. هيفاء حسين
8. سلطان الفرج
9. مبارك المانع
10. نورة العميري
11. شيلاء سبت
12. أبرار سبت
13. سامية طرابلسي

- نور حسين

1. نوف السعد
2. محمد جابر
3. بشير الغنيم
4. ليلى السلمان
5. مريم الغامدي
6. شمعة محمد
7. طلال السدر
8. إيمان القصيبي
9. أغادير السعيد
10. أحمد شعيب
11. فيصل العمري
12. شذى سبت
13. ديانا
14. عبد الله بازرعه
15. عبد الحميد الشاعر
16. ألين البحر
17. سعد الطلاس
18. سعد المدهش
19. عبد الرحمن الرقراق
20. عبد العزيز السكيرين
21. محمد الكنهل
22. محمد المنصور
23. عبد العزيز المبدل
24. سند أبا الخيل
25. يحيى الغماري
26. محمد شراحيلي
27. مشعل عبد العزيز
28. سعود الشمري
29. عبد الله الفدعاني
30. شارة البداية ناصر الصالح من تأليف عنبر الدوسري وإخراج فهد الحمود.